# Samgoribevattningssystemets övre huvudkanal
Samgoribevattningssystemets övre huvudkanal (georgiska: სამგორის სარწყავი სისტემის ზემო მაგისტრალური არხი, Samgoris sartsqavi sistemis zemo magistraluri archi) är en kanal i Georgien. Den leder vatten från floden Iori för bevattning och magasinering i Tbilisisjön.